# Porophyllum
Porophyllum ruderale é uma planta herbácea anual da família Asteraceae.
Comumente cultivada no México e América do Sul para uso em salsas, suas folhas podem ser usadas para temperar alimentos e seu sabor é descrito como "algures entre rúcula, coentro e arruda."[1] Quando totalmente crescida, esta planta cresce para cerca de 5 pés de altura e 3 pés de diâmetro.
Sinônimos botânicos: Cacalia porophyllum L., Cacalia ruderalis (Jacq.) Sw., Kleinia porophyllum (L.) Willd., Kleinia ruderalis Jacq., Porophyllum ellipticumCass., Porophyllum latifolium Benth., Porophyllum acrocephalum DC., Porophyllum porophyllum (L.) Kuntze, Porophyllum ruderale subsp. macrocephalum(DC.) R.R. Johnson, Tagetes integrifolia Muschl. 
Outros nomes populares: couve-marinho, couvinha, erva-fresca, couve-cravinho, arnica-do-mato, Quirquinha. 
A planta é fácil de crescer a partir de sementes no solo bem drenada, que deve ser deixada a secar entre molhar.
Tendo sido usado por muitas culturas, porophyllum é conhecido por muitos nomes, incluindo coentro boliviana, quillquiña (quirquiña também escrito ou quilquiña), erva-porosa, killi, pápalo, tepegua e pápaloquelite. Apesar do nome "coentro boliviano", esta planta não é botanicamente relacionadas com Coriandrum sativum.
Esta planta é conhecida no México como pápaloquelite, comumente acompanham os famosos tacos mexicanos. Nem todos os mexicanos desfrutar seu sabor, mas especialistas [quem?] Afirmam que ela dá um melhor sabor aos tacos e salsas típicas mexicanas e sopas.
Em Puebla culinária, pápalo é utilizado como um condimento em sanduíches cemita tradicionais, um tipo regional da torta mexicana.
Papalo foi usado na era Azteca, mas nunca como medicina, apenas como alimento. [Carece de fontes?]
Um estudo afirma que Papalo apresenta alguns benefícios à saúde, tais como: redução do colesterol, redução da pressão arterial, e auxiliando na digestão
Família: Asteraceae. 
Propriedades medicinais: antigotoso, anti-séptico, cicatrizante. 
Indicações: coagulação sangüínea, contusão, inflamação, reumatismo, traumatismo.